# Jule Behrens
Jule Behrens (* 4. April 2003) ist eine deutsche Triathletin.

## Werdegang
2019 wurde Jule Behrens in der Mannschaft des ASC Darmstadt Deutsche Meisterin Berglauf.
Auch ihre Mutter Alexandra Rechel (* 1972) ist als Duathletin und Triathletin aktiv.
Behrens wurde im Juni 2021 Europameisterin Triathlon bei den Juniorinnen und im November dann Weltmeisterin.
2022 war sie dann hinter der Schwedin Tilda Månsson Vize-Weltmeisterin.
Im Juni 2023 wurde Behrens als beste Deutsche Sechste bei den Europaspielen und im August wurde sie in der Türkei Vierte bei der U23-Europameisterschaft Triathlon.
Kurz darauf verletzte sich die 20-Jährige schwer bei einem Verkehrsunfall im Rennrad-Training.

## Auszeichnungen
- Nominiert zur Juniorsportlerin des Jahres 2022[5]

## Sportliche Erfolge
| Datum0        | Rang | Wettbewerb                                       | Austragungsort | Zeit     | Bemerkung                                        |
| ------------- | ---- | ------------------------------------------------ | -------------- | -------- | ------------------------------------------------ |
| 29. Apr. 2024 | 12   | ITU Triathlon World Cup                          | Chengdu        | 01:58:50 | hinter der Schweizerin Julie Derron              |
| 30. März 2023 | 28   | ITU World Triathlon Indoor Cup                   | Lievin         | 00:11:08 | hinter Laura Lindemann                           |
| 24. Juni 2023 | 2    | ETU Europa Cup Triathlon                         | Wels           | 00:59:40 |                                                  |
| 24. Juni 2022 | 2    | ITU Triathlon World Championship Junior Women    | Montreal       | 00:57:29 | hinter der Schwedin Tilda Månsson                |
| 6. Nov. 2021  | 1    | ITU Triathlon World Championship Junior Women    | Quarteira      | 01:01:01 |                                                  |
| 18. Juni 2021 | 1    | ETU Triathlon European Championship Junior Women | Kitzbühel      | 00:36:41 | 750 m Schwimmen, 20 km Radfahren und 5 km Laufen |

| Datum0        | Rang | Wettbewerb                      | Austragungsort   | Zeit     | Bemerkung                 |
| ------------- | ---- | ------------------------------- | ---------------- | -------- | ------------------------- |
| 12. Juli 2020 | 4    | Berlin 5k Invitational          | Berlin           | 00:16:47 | 5 km, hinter Alina Reh    |
| 22. Sep. 2019 | 1    | Deutsche Meisterschaft Berglauf | Breitungen/Werra |          | im Team des ASC Darmstadt |